# Balkanika
Balkanika (serbisch Балканика) ist eine serbische Band, die im Jahre 1998 von dem Komponisten Sanja Ilić gegründet wurde. Sie vertrat Serbien beim Eurovision Song Contest 2018 in Lissabon mit dem Lied Nova Deca.

## Hintergrund
Laut Begründer Sanja Ilić ist es das Ziel der Musikgruppe, die serbische mittelalterliche und byzantinische Musiktradition zu bewahren, neu zu beleben und zu modernisieren. Die Gruppe schaffte es bis ins Finale, wo sie schließlich Platz 19 belegten.

## Gruppenmitglieder
Balkanika setzt sich überdies aus folgenden Mitgliedern zusammen:
- Gesang: Nevena Stamenković, Danica Krstić (* 25. November 1995), Marija Bjelanović, Mladen Lukić und Nemanja Kojić
- Schlagzeug: Aleksandar Radulović und Milan Jejina
- Gitarre: Branimir Marković und Nebojša Nedeljković
- Flöte: Ljubomir Dimitrijević